# میان مرد و زن
میان مرد و زن (کره‌ای: 남과여) یک مجموعه تلویزیونی محصول کره جنوبی سال ۲۰۲۳ با بازی لی دونگهه و لی سول است. این مجموعه بر پایه وب‌تونی با همین نام اثر هیونو است و داستان یک زوج با رابطه هفت ساله‌ای را به تصویر می‌کشد که به دلیل یک اشتباه زودگذر از یکدیگر جدا می‌شوند. این مجموعه از ۲۶ دسامبر ۲۰۲۳ تا ۱۵ مارس ۲۰۲۴، سه‌شنبه‌ها ساعت ۲۲:۳۰ (کی‌اس‌تی) از چنل ای برای ۱۲ قسمت پخش شد. میان مرد و زن همچنین برای استریم در تیوینگ در کره جنوبی و در ویکی در مناطق منتخب قابل دسترسی است.